# Jardín de huesos
«Jardín de huesos» es el cuarto episodio de la segunda temporada de la serie de fantasía medieval de HBO, Game of Thrones. El episodio fue escrito por Vanessa Taylor y dirigido por David Petrarca. Fue estrenado el 22 de abril de 2012.
El título del capítulo es tomado de la frase utilizada por Ser Jorah Mormont para describir el desierto circundante a la ciudad de Quarth.

## Argumento

### En Desembarco del Rey
La crueldad del rey Joffrey Baratheon (Jack Gleeson) es tal que después de escuchar noticias sobre la reciente victoria de Robb Stark, ordena a Ser Meryn Trant (Ian Beattie) que golpee a la hermana de Robb, Sansa Stark (Sophie Turner), a modo de amonestación pública. Tyrion (Peter Dinklage) y Bronn (Jerome Flynn) llegan a tiempo para acabar con la situación. Luego Bronn sugiere que el sexo podría calmar al joven rey. Tyrion contrata a las prostitutas Ros (Esmé Bianco) y Daisy (Maisie Dee) para ese cometido. Joffrey entonces obliga sádicamente a Ros a golpear a Daisy con su cetro. Más tarde Lancel Lannister (Eugene Simon) se encuentra con Tyrion para comunicarle que la reina Cercei Lannister ha ordenado que liberen al gran Maestre Pycelle. Tyrion comunica a Lancel que está al tanto de su relación con la reina, pero que lo mantendrá en secreto mientras Lancel espíe a la reina por él.

### En el Oeste
Robb Stark (Richard Madden) vence en otra batalla contra los Lannister. Luego discute sobre el futuro de los prisioneros obtenidos en la batalla con Roose Bolton (Michael McElhatton), el cual opina que deberían torturarlos y eliminarlos, pero Robb insiste en tratarlos justamente y le recuerda a Roose que sus hermanas son prisioneras de los Lannister. Seguidamente Robb conoce a una enfermera, Talisa (Oona Chaplin), que lo afirma responsable de la carnicería en la batalla. Robb queda impresionado por la franqueza de la joven.

### En Harrenhal
Tras ser capturados, Arya (Maisie Williams), Gendry (Joe Dempsie), y Pastel Caliente (Ben Hawkley) son llevados al castillo de Harrenhal, ocupado por los Lannister. Los soldados del lugar, dirigidos por el despiadado Gregor "La Montaña" Clegane (Ian Whyte), llevan a cabo brutales torturas a los prisioneros sobre un presunto grupo rebelde llamado La Hermandad. Llegado el momento, Gendry es seleccionado para ser el siguiente "entrevistado", pero antes de sufrir daño alguno, Lord Tywin Lannister (Charles Dance) llega, terminado así con las brutalidades y poniendo a los prisioneros a trabajar. Cuando Polliver (Andy Kellegher) descubre a Arya mirando su propia espada, Aguja, robada anteriormente por Polliver, éste la amenaza, pero es salvada por Tywin, que reconoce que ella es una chica y la pone a trabajar como su copera.

### Al otro lado del Mar Angosto
Daenerys Targayren (Emilia Clarke), es informada por parte de Kovarro (Steven Cole) que la ciudad Qarth se encuentra cerca y deseosos de conocer a la "Madre de Dragones". Ser Jorah Mormont (Iain Glen) advierte que la ciudad se encuentra rodeada por el Jardín de Huesos, el brutal desierto donde aquellos no recibidos en Qarth han muerto. Cuando la horda de Daenerys llega a Qarth, son recibidos por los Trece. Un mercader de especias habla por el grupo y demanda ver a los dragones en cambio de la protección de las murallas de Qarth. Daenerys pide que su gente sea atendida antes de dejar ver a los dragones, y Los Trece se niegan y deciden dejar a Daenerys a merced del Jardín de Huesos. Daenerys jura vengarse de Qarth si no la obedecen, y uno de los Trece, Xaro Xhoan Daxos (Nonso Anozie) rompe con el grupo y decide hacerse cargo del grupo de Daenerys bajo un juramento de sangre, después del cual, se les deja entrar en la ciudad.

### En Tierra de Tormentas
Petyr Baelish (Aidan Gillen) llega a Tierra de Tormentas y se reúne con Renly Baratheon (Gethin Anthony), para discutir sobre el asedio a Desembarco del Rey. Luego habla con la Reina Margaery Tyrell (Natalie Dormer) sobre su matrimonio y la relación de Renly con su hermano, Loras Tyrell (Finn Jones), pero Margaery sutilmente repele sus palabras. Tras esto, Petyr se encuentra con Catelyn Stark (Michelle Fairley), que muestra un gran desdén al verlo. Meñique le dice que los Lannister tienen a Sansa y a Arya, y que estos quieren hacer un intercambio de las niñas por Jaime. Como gesto de buena voluntad, Meñique le entrega los restos de su esposo Ned. Tras esto, Renly y Cat se reúnen con Stannis Baratheon (Stephen Dillane) y Melisandre (Carice van Houten), Stannis le ofrece a su hermano la oportunidad de rendirse a cambio de convertirse en su heredero, pero Renly se niega alegando que es él quien tiene el mayor ejército y mejores relaciones con otras importantes casas nobles. Antes de partir, Stannis le dice a Renly que tiene hasta el amanecer para reconsiderar o ser destruido. 
Esa noche, Stannis ordena a Davos (Liam Cunningham) que lleve a Melisandre a la orilla, asegurando que no sean vistos. En la orilla, Melisandre revela que tiene un inverosímil avanzado embarazo, y da a luz a una horripilante figura en forma de oscura sombra, que desaparece en una nube de humo.

## Producción

### Guion
Jardín de huesos es el primer episodio de la serie escrito por Vanessa Taylor. El guion está basado en los capítulos 27, 30, 32, 33 y 43 (Arya VI, Tyrion VII, Catelyn III, Sansa III y Davos II) de la novela de George R .R. Martin, Choque de Reyes. 
Sin embargo, el episodio contiene significantes desviaciones del trabajo original de Martin. El más importante afecta al personaje de Talisa, que es basado en el personaje Jeyne Westerling pero se le es dado unas motivaciones e historia diferentes. (En las novelas es hija de un abanderado de los Lannister, mientras que en la serie es una extranjera proveniente de las Ciudades Libres, de Volantis.) Además el personaje de Robb Stark y su campaña en el Oeste son narradas con mucha más profundidad en la serie, debido en gran parte a que el actor que interpreta a Robb, Richard Madden, demostró ser muy bueno en su oficio e impresionó a los productores, que decidieron expandir su presencia y mostrar de primera mano su historia de amor.

## Recepción

### Audiencia
El número de espectadores se mantuvo a la par del de semanas anteriores, alcanzando 3,7 millones de televidentes.

### Crítica
El episodio fue recibido con críticas generalmente positivas. El comentarista de IGN, Matt Fowler , otorgó al episodio un 9/10. Ambos, David Sims y Todd VanDerWerff, críticos de A.V. Club, le otorgaron una B+. Muchos críticos acordaron que Jardín de Huesos era el episodio más violento de la serie hasta la fecha. También alabaron la actuación de Michelle Fairley y la de Peter Dinklage.